# Chairaggione
Chairaggione è un singolo del rapper italiano Nitro, pubblicato il 4 maggio 2018 come terzo estratto dal terzo album in studio No Comment.

## Descrizione
Prodotto da Thasup (all'epoca noto come Tha Supreme), il brano è stato realizzato con la partecipazione vocale del rapper Salmo, storico collaboratore di Nitro.

## Classifiche
| Classifica (2018) | Posizione massima |
| ----------------- | ----------------- |
| Italia            | 11                |